# Parapeytoia
Parapeytoia is een geslacht van uitgestorven geleedpotigen behorend tot de Megacheira dat meer dan 520 miljoen jaar geleden leefde (Cambrium, etage 3). Ze was deel van de biota van Chengjiang, fossielen gevonden in het zuidwesten van China. Het werd geïnterpreteerd als een anomalocaridide (radiodont) met poten, maar latere studies onthullen dat het een megacheiride was, een groep geleedpotigen waarvan niet langer wordt gedacht dat ze nauw verwant zijn aan de radiodonten.

## Naamgeving
De typesoort is Parapeytoia yunnanensis, in 1995 benoemd door Hou Xianguang, Jan Bergström en Per Ahlberg. De geslachtsnaam betekent 'naast Peytoia'. De soortaanduiding verwijst naar de herkomst uit Yunnan. Het holotype is NIGPAS Cat. No. 115334.

## Beschrijving
Parapeytoia is bekend van enkele onvolledige fossiele materialen waarvan een deel van de ventrale structuren bewaard is gebleven. De voorste aanhangsels waren een paar grote aanhangsels met een steel en vier stekels op elk aanhangsel, een karakteristiek kenmerk dat werd gedeeld door andere megacheiriden zoals Yohoia en Fortiforceps. Achter de grote aanhangsels bevonden zich twee of drie paar korte aanhangsels en talrijke paren goed ontwikkelde tweearmige aanhangsels, elk gevormd door een basipode met stekelige gnathobase, lobachtige exopoden en pootachtige endopoden met acht segmenten. 

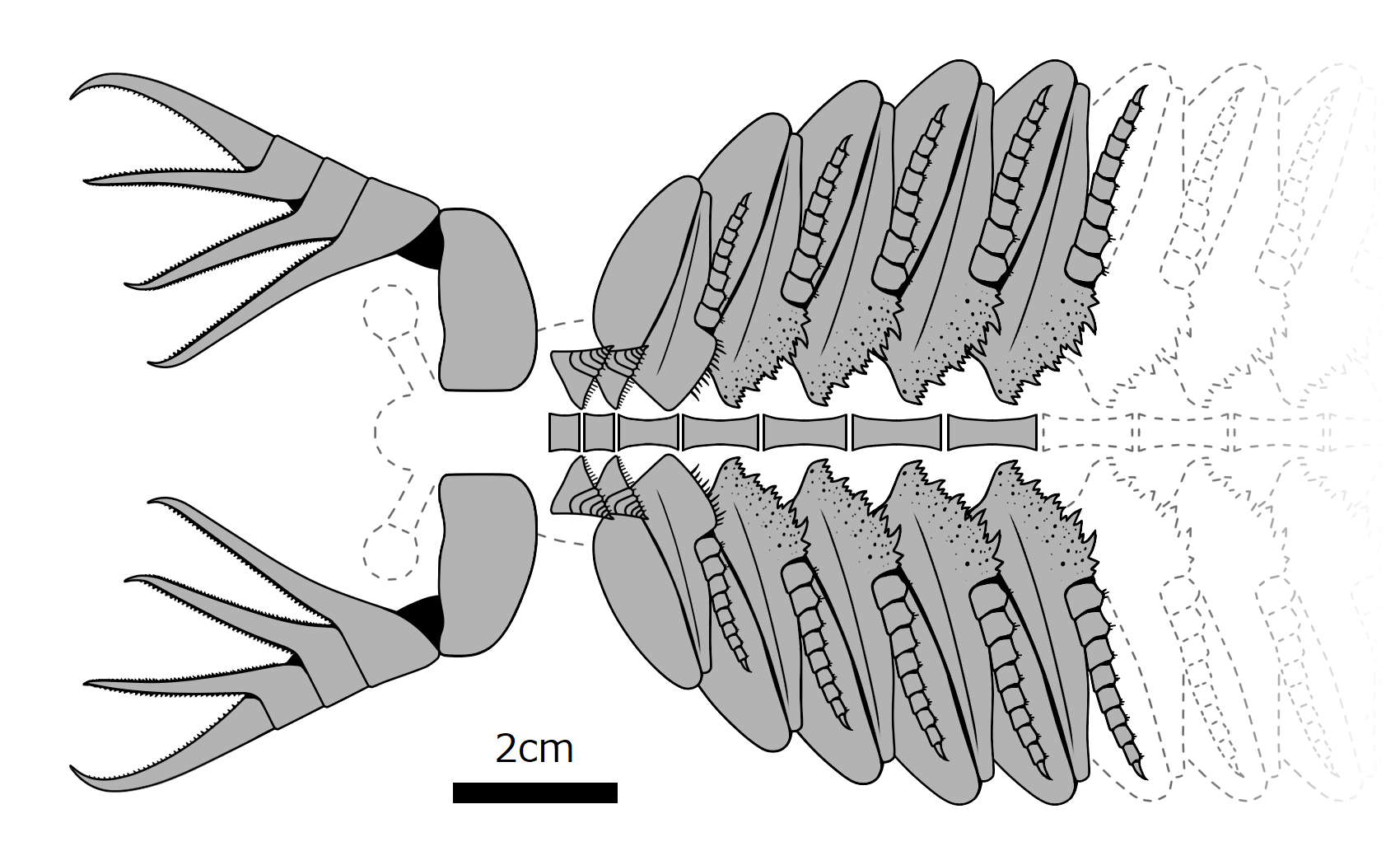
De onderkant van de kop

Sommige kenmerken die oorspronkelijk werden geïnterpreteerd als anomalocaridide-achtig, zijn min of meer twijfelachtig, zoals radiale sklerieten die worden geïnterpreteerd als de monddelen, en zijn sindsdien toegewezen aan een ander geslacht, Omnidens.
Parapeytoia was naar alle waarschijnlijkheid een bentische voeder, die het grootste deel van zijn tijd op de oceaanbodem doorbracht met jagen (of mogelijk aaseten) op prooien.